# LBCoin
Le LBCoin est une monnaie numérique de banque centrale (CBDC) émise par la Banque centrale de Lituanie le 23 juillet 2020. Le LBCoin est un symbole dédié à l'Acte d'indépendance de la Lituanie de 1918 et à ses 20 signataires. Il s'agit de la première pièce de monnaie numérique de collection garantie par l'État,,.

## Résumé
La Banque de Lituanie élabore ce projet depuis mars 2018. Il a été présenté le 9 juillet 2020 et le 23 juillet 2020, le LBCoin a été émis,,,.
L'échange de tokens contre des pièces commémoratives était possible jusqu'au 23 janvier 2023. Le 23 janvier 2023, il n'a plus été possible d'en acheter. Une fois la boutique électronique devenue indisponible, tous les tokens numériques invendus qui y étaient stockés ont été détruits.
Le LBCoin, basé sur la blockchain, se compose de six tokens numériques et d'une pièce de collection physique. La Banque de Lituanie a émis 4 000 LBCoins, soit 24 000 tokens numériques et 4 000 pièces de collection en argent,,.
Chaque jeton représente l'un des 20 signataires de l'Acte d'indépendance et appartient à l'une des six catégories de signataires (prêtres, présidents, diplomates, industriels, universitaires, fonctionnaires municipaux), 4 000 tokens étant attribués à chacun d'entre eux,,.
En acquérant le LBCoin, les collectionneurs reçoivent six tokens numériques sélectionnés au hasard. Ces tokens peuvent être utilisés pour obtenir une pièce de collection physique, conservés dans la boutique en ligne de LBCoin de la Banque de Lituanie, offerts en cadeau, échangés avec d'autres collectionneurs ou transférés sur le réseau public de la blockchain NEM par l'intermédiaire d'un portefeuille NEM.
Il a été développé dans le cadre de l'orientation stratégique de la Banque de Lituanie dans le domaine de l'innovation et de la fintech, afin d'aider les entreprises lituaniennes et étrangères à acquérir des connaissances et à mener des recherches axées sur la blockchain, en adaptant et en testant des services basés sur la blockchain dans le secteur financier,,.

## Pièce-lingot de collection physique
Les pièces de collection physique en argent, conçues par Giedrius Paulauskis et fabriquées par la Monnaie de Lituanie, ressemblent à une carte de crédit représentant l'Acte d'indépendance et ses signataires. Le drapeau tricolore lituanien au revers de la pièce comporte l'hymne national inscrit en code binaire. L'avers de la pièce porte le Vytis - les armoiries de la République de Lituanie - incorporé dans un QR code lié à la boutique en ligne LBCOIN. La pièce pèse 36,36 g. Elle porte une valeur nominale non conventionnelle de 19,18 euros pour commémorer la date. Elles ne peuvent être obtenues qu'après avoir acheté les tokens numériques, vendus par paquets de six au prix de 99 euros.
Pendant les deux premières années, il était nécessaire de rassembler un ensemble de six tokens de différentes catégories pour les échanger contre une pièce physique, mais par la suite, il est devenu possible d'échanger n'importe quels six tokens.

## LBCoin digital
Les tokens LBCoin ont été initialement émis sur une blockchain privée, où ils doivent être détruits dans les 36 mois suivant la date d'émission. Les participants avaient la possibilité de transférer ces tokens sur la blockchain publique NEM, où ils existeront sans limitation de durée.
Le marché secondaire des tokens LBCOIN n'est pas réglementé, mais ces tokens sont cotés et échangés publiquement sur le New Capital Exchange, basé dans l'UE.